# Dohalští z Dohalic
Dohalští z Dohalic jsou starou českou vladyckou rodinou, později panskou a hraběcí patřící k rodu Bořkovskému. Stejného původu jsou Bořkové z Dohalic, Bořkové z Miletínka, Nepolisští ze Záchrašťan, Hamzové ze Zábědovic, Bořkové z Poličan, Nové vsi a z Hrádku.

## Historie
První písemná zmínka pochází z roku 1395 a vyskytuje se v ní Bořek z Dohalic, vesnice nedaleko Hradce Králové. S týmž příjmením vyskytuje se pak Václav, Tluksa (1437), Prokop (1440–1460) a Jan, kteří stáli na straně Poděbradské jednoty, a Jarek (1453–1484). Posloupnost rodu se však odvozuje od Bořka, který od roku 1497 nakupoval rozličné statky a roku 1512 koupil Mokrovousy. Bořkův syn Václav starší se stal hejtmanem hradeckého kraje. Rod se do konce 16. století rozvětvil do mnoha linií.
Na Moravě: V roce 1594 je Bořek Dohalský z Dohalic na svobodném dvoře ve Třenici. Na svobodném dvoře v Budkovicích byla 1614 Markéta Bořkovna (asi z Dohalic). Tvrz v Nosislavi zdědila po bratru Jiříkovi Alžběta Bořkovna Dohalská z Dohalic – druhá manželka Jana Oujezdeckého z Morašic. Přišla na plumlovské panství někdy po 1579 (úmrtí jeho první ženy Anny Ostromířské z Rokytníka) a žila tam až do své smrti († 1602). V plumlovském kostele Nejsvětější trojice má mramorový náhrobek s šestierbovním vývodem.
- V saské Žitavě žil v roce 1640 se čtyřmi dcerami šlechtic Bořek Dohalský z Dohalic, který tam složil přísahu věrnosti novému zeměpánovi. Jeho jméno je uvedeno v seznamu exulantů z roku 1641.[1] Po bitvě na Bílé hoře emigrovali i bratři Václav a Pavel, který v cizině zemřel. Václav vstoupil do švédských služeb, roku 1631 se domů vrátil spolu se saským vojskem, po šesti letech přešel na císařovu stranu, v jehož armádě působil jako podplukovník. Spolu s bydlištěm musel několikrát změnit i svou víru.

Václava Vratislava roku 1726 povýšili do panského stavu a v roce 1729 do hraběcího stavu. Císařský rada Jan Kryštof spolupracoval s bavorským kurfiřtem Karlem Albrechtem při okupaci Čech, císařovna Marie Terezie na něj kvůli tomu zanevřela, později mu odpustila a povýšila jej do hraběcího stavu.
Bratři Jan Václav a Jan Josef Bořkové Dohalští z Dohalic, oba římskokatoličtí duchovní, byli v 60. letech 18. století jmenování kanovníky pražské Metropolitní kapituly, kuriózní je, že oba na svých listinách užívali pečeť Jana Václava. 

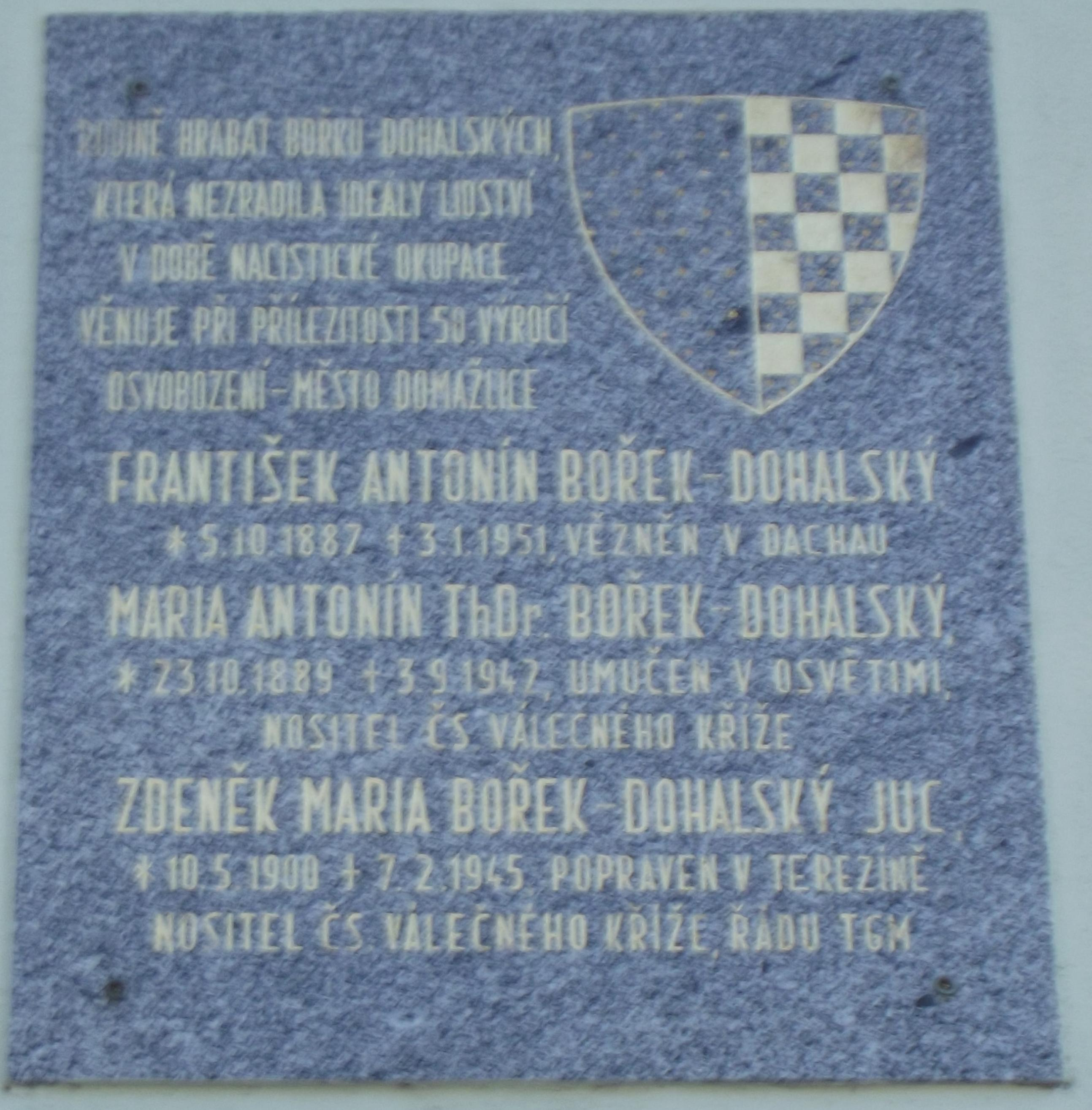
Památeční deska v Domažlicích

Ve 20. století žili v Domažlicích a na Miletínsku. Hrabě Dohalský z Dohalic měl tři syny. Antonín se stal kanovníkem u sv. Víta v Praze, za války zemřel v koncentračním táboře. Zdeněk Bořek Dohalský pracoval v redakci Lidových novin, za války působil v odboji, za tuto činnost byl chycen, vězněn v koncentračním táboře a několik týdnů před koncem války zastřelen. František Bořek Dohalský působil v diplomatických službách v Londýně a po válce pracoval jako vyslanec ve Vídni až do roku 1948. Jeho synové zde žijí dodnes. Antonín Bořek Dohalský žil do své smrti 12. 11. 2017 v Lysé nad Labem.

## Majetek
Drželi vsi Dlouhé Dvory, Dohalice, Ještětice, Lípa (před 1540–1599), Líšťany (1799–1825), Mlékosrby (do 1527), Mokrovousy (1512–1651), Mžany, Nadějkov (1724–1730), Podhorní Újezd (do 1663), Přívozec, statek Slatina (1563–1576), Sobčice (od 1586), Sobětuchy, Stračov, Střezetice, Třesovice, Vlčeves, Volanice (od 1650), Vysoké Veselí (od 1533) a další.

## Erb
Je rozdělen na dvě svislé části, jedna je zlatá, druhý díl vyplňuje zlatočerná šachovnice. V klenotu dříve byla černá panna, po povýšení do panského stavu ji vyměnili za mouřenína.

## Příbuzenstvo
Příbuzensky se spojili s Thurn-Taxisy, Mladoty ze Solopisk, Běšiny, Bubny z Litic, Otmary z Holohlav, Janovskými z Janovic a Klenové, či s pány z Dobrše.